# Jirre den Biesen
Jirre den Biesen ('s-Hertogenbosch, 9 november 1993) is een Nederlands voetballer die sinds de zomer van 2012 uitkomt voor PEC Zwolle uitkomt in de Eredivisie Vrouwen.

## Carrière
Den Biesen speelde bij VV Zeewolde voordat ze in de zomer van 2009 de overstap maakte naar ATC, dat vanaf dat jaar onder die naam als beloftenelftal van FC Twente in de Eerste Klasse begint. Ze werd dat seizoen kampioen met haar elftal en wist ook de play-offs voor promotie winnend af te sluiten. In de zomer van 2010 stapt ze over naar Be Quick '28, dat vanaf dat jaar als satellietclub dient voor FC Zwolle, dat vanaf dat jaar de Eredivisie Vrouwen instapt. Direct in de eerste speelronde werd een beroep gedaan op Den Biesen, die zodoende haar debuut in de Eredivisie maakte. In de zomer van 2012 maakte ze de overstap naar PEC Zwolle.

## Statistieken
| Seizoen                    | Club                         | Land      | Competitie            | Wedstrijden | Doelpunten |
| -------------------------- | ---------------------------- | --------- | --------------------- | ----------- | ---------- |
| 2009/10                    | ATC '65 / Beloften FC Twente | Nederland | Eerste Klasse B       | -           | -          |
| 2010/11                    | Be Quick '28                 | Nederland | Hoofdklasse           | -           | -          |
| 2010/11                    | FC Zwolle                    | Nederland | Eredivisie            | 2           | 0          |
| 2011/12                    | Be Quick '28                 | Nederland | Hoofdklasse           | 0           | 0          |
| 2011/12                    | FC Zwolle                    | Nederland | Eredivisie            | 0           | 0          |
| 2012/13                    | PEC Zwolle                   | Nederland | BeNe League Orange    | 11          | 2          |
| 2012/13                    | PEC Zwolle                   | Nederland | Women's BeNe League B | 3           | 0          |
| Totaal                     | Totaal                       | Totaal    | Totaal                | 16          | 2          |
| Bijgewerkt tot 27 mei 2013 |                              |           |                       |             |            |

## Muzikale activiteiten
Den Biesen is ook op muzikaal vlak actief. Ze houdt van zingen, componeert en speelt gitaar en piano.